# David Dedek
David Dedek (Lubiana, 25 gennaio 1971) è un allenatore di pallacanestro sloveno.

## Palmarès
- 1. SKL za ženske: 1

ŽKD Ježica: 1997-98
- Coppa di Slovenia femminile: 1

ŽKD Ježica: 1998
- 2. B slovenska košarkarska liga: 1

Jurij Plava Laguna: 2001-02